# Xinxilla domèstica

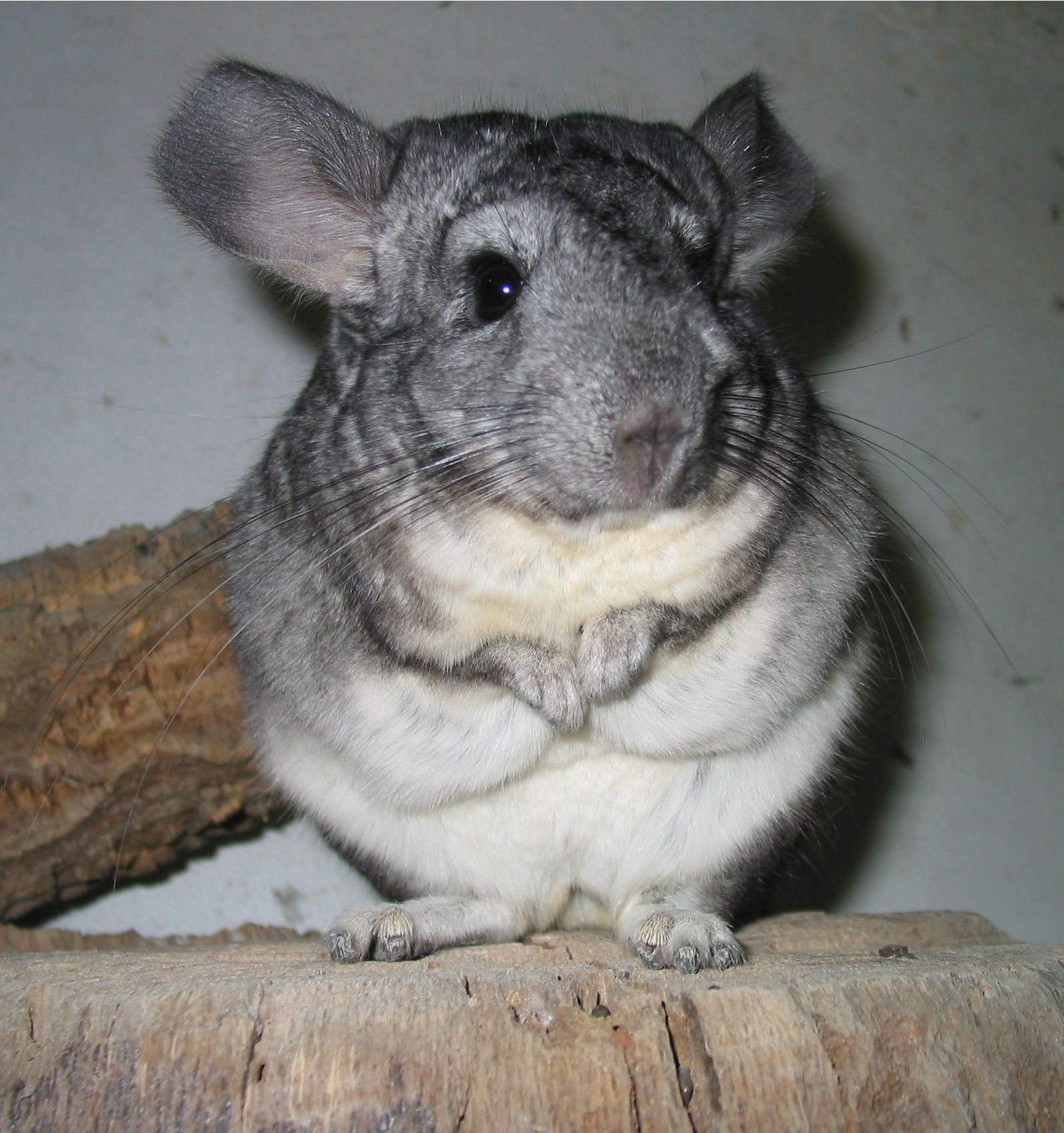
Una xinxilla domèstica

La xinxilla domèstica (Chinchilla lanigera x Chinchilla chinchilla) és un híbrid domèstic de les dues espècies salvatges de xinxilla (Chinchilla). Es tracta d'un animal nocturn, de mida mitjana per a un rosegador, que prové principalment de l'espècie C. lanigera, originària dels Andes. Criada en captivitat amb èxit des del 1923, fou seleccionada sobretot pel seu pelatge espès i sedós, però aquest híbrid també ha esdevingut un animal de companyia des de fa uns quinze anys. A diferència de les espècies salvatges, que estan protegides, no es troba en perill de desaparició. És la varietat de xinxilla més coneguda pels pelleters, els laboratoris i el gran públic.